# 郭嗣煥
郭嗣煥（？—1598年），號憲吾，山西澤州高平人，明朝政治人物。

## 生平
萬曆十年（1582年）壬午科山西鄉試舉人。萬曆二十年（1592年），登壬辰科第三甲第二百十一名進士，工部觀政，二十一年授陕西蒲城知縣，二十三年調東明縣，二十六年仕至蘇州府同知，本年卒。

## 家族
曾祖郭釐惺（郭浚），廪生；祖父郭紹，贈主事；父郭東，南太常寺卿。